# Whitexican
Whitexican é um termo pejorativo utilizado para designar os mexicanos brancos que normalmente têm vantagens sociais e económicas, não estão conscientes do sistema de desigualdades prevalecente no México e acreditam que todos os cidadãos mexicanos têm as mesmas oportunidades. O termo tornou-se popular nas redes sociais no final da década de 2010. Desde então, tem sido objeto de interesse entre jornalistas e académicos por discursos motivados pela desigualdade racial no México.

## Origem do termo e utilização
Este termo é derivado do inglês white (branco) y mexican (mexicano). De acordo com a revista mexicana Nexos, o termo surgiu no Twitter pelo menos desde 2008. Foi popularizado em 2018 por publicações na conta do Twitter @LosWhitexicans. Alfonso Forssell Méndez, escrevendo para a Nexos, argumenta que o termo "Whitexican" alude a uma ordem social herdada do sistema de castas colonial, onde aqueles que podem ser identificados como descendentes de europeus acumulam um conjunto de vantagens económicas e sociais. Forssell Méndez salienta que o neologismo, enquanto compêndio de expressões e atitudes comuns às classes altas mexicanas, evidencia um contraste entre a postura de "cidadão do mundo" do whitexican e as suas posições políticas conservadoras.
Jornalistas e académicos comentaram que o termo critica a convicção de que a sociedade mexicana, em resultado da mestiçagem, é de alguma forma "pós-racial". Em relação à persistência cultural do racismo, a socióloga Mónica Moreno, professora da Universidade de Cambridge, salientou a evocação da mestiçagem como uma forma de minimizar o racismo no México.

## Controversias
A utilização do termo "whitexican" causou polémica durante o lançamento do filme mexicano de 2020 "Nuevo Orden", realizado por Michel Franco, que argumentou que o seu filme retratava o racismo reverso e destacou a palavra como "profundamente racista". Franco pediu desculpa pouco depois e referiu que não tinha consciência do impacto dos termos que utilizou. Nas redes sociais, os críticos do termo afirmaram que este promove a animosidade e a divisão social.